# Gens Valeria

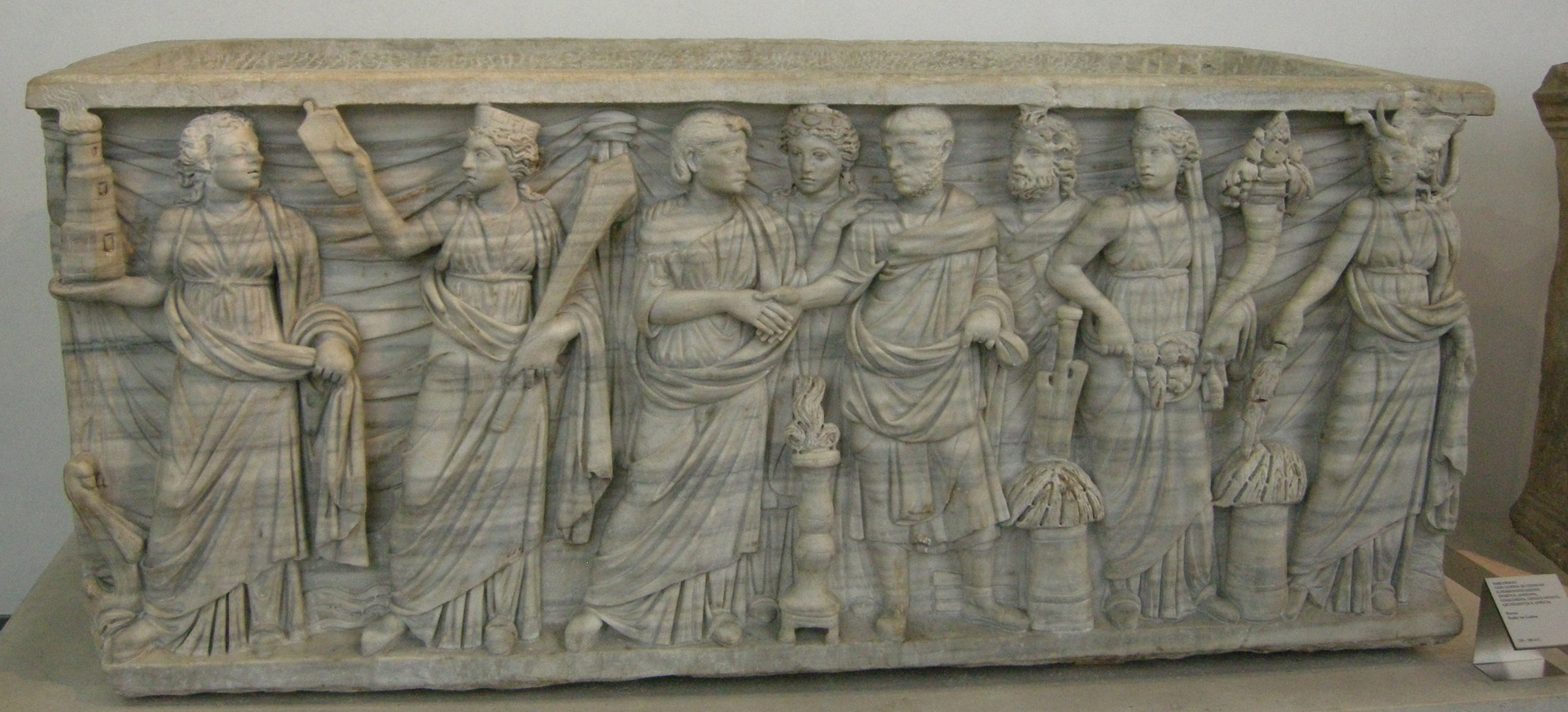
Il Sarcofago dell'Annona databile tra il 270-280 d.C. (in una camera sepolcrale della Via Latina, oggi nel Palazzo Massimo alle Terme), con raffigurati una potentissima famiglia della gens Valeria: i Valerii Poplicolae

La gens Valeria (nomen: Valerius) era una gens (clan familiare) patrizia della Roma antica, probabilmente originaria di Cures Sabini, molto probabilmente facente parte delle cento gentes originarie ricordate dallo storico Tito Livio.

## Origine e territorio
La Gens Valeria avrebbe avuto come capostipite un Volusus o Valesus, che sarebbe venuto da Cures Sabini (Dion. Hal. 2, 46) a Roma assieme a Tito Tazio. Il praenomen Valesus diede poi origine al nomen Valesius (testimoniato da epigrafi del VI secolo a.C.), trasformatosi successivamente in Valerius con il caratteristico rotacismo della s intervocalica del latino arcaico.

## Storia
Nel 509 a.C. un discendente di questo Valesus, Publio Valerio Publicola fu protagonista assieme a Lucio Giunio Bruto della cacciata di Tarquinio il Superbo, dando inizio alla Repubblica romana e ricoprendo per primo la magistratura consolare (in sostituzione di Lucio Tarquinio Collatino) con Lucio Giunio Bruto.
I Valerii furono una delle famiglie romane più illustri ed influenti, e ricoprirono numerose volte (ben 74) la carica di Console (secondi solo ai Cornelii, che ebbero il consolato per 106 volte). Politicamente furono molto attivi per il riconoscimento dei diritti dei plebei, durante il primo periodo della repubblica. È noto che l'area del circo Flaminio rappresentasse una centralità per i plebei in contrapposizione ai patrizi e, quando tale conflittualità e competizione venne superata, gli esponenti plebei appartenenti ormai al ceto senatorio e degli optimates diedero lustro e monumentalità a questa porzione dell'Urbe. I Valeri sono ancora oggi ricordati nel nome della via in publicolis e nell'omonima chiesa che forse sovrasta un originaro altare della gens. Questo sebbene il cognomen fosse stato in seguito adottato anche dai Gelli che avevano un patto familiare con i Valeri e ne fossero strettamente legati secondo il diritto romano.
I Valerii avevano la propria residenza sulla sommità della collina Velia, e godettero a Roma di straordinari privilegi, tra i quali quello di essere gli unici le cui porte si aprivano direttamente sulla strada; nel circo avevano un seggio speciale a loro riservato. Inoltre potevano seppellire i loro defunti all'interno delle mura della città, privilegio riservato a pochissime famiglie, che mantennero anche quando passarono dall'uso dell'inumazione a quello della cremazione.
Sembra inoltre che durante il periodo di transizione dalla monarchia alla repubblica, i membri della Gens Valeria avessero il privilegio di esercitare i poteri regi, in virtù della loro origine sabina e quindi della loro appartenenza alla tribù dei Tities.
Tra i cognomina sono frequenti Publicola (o Poplicola), Potito, Voluso, Massimo, Corvo (Corvino), Flacco, Messalla, Faltone, Levino, Tappo, Triario, Acisculo, Catullo.
Diversi membri della Gens Valeria ebbero diritto di coniare monete, sulle quali troviamo incisi i cognomina Acisculus, Barbatus, Catullus e Flaccus.

## Personaggi illustri

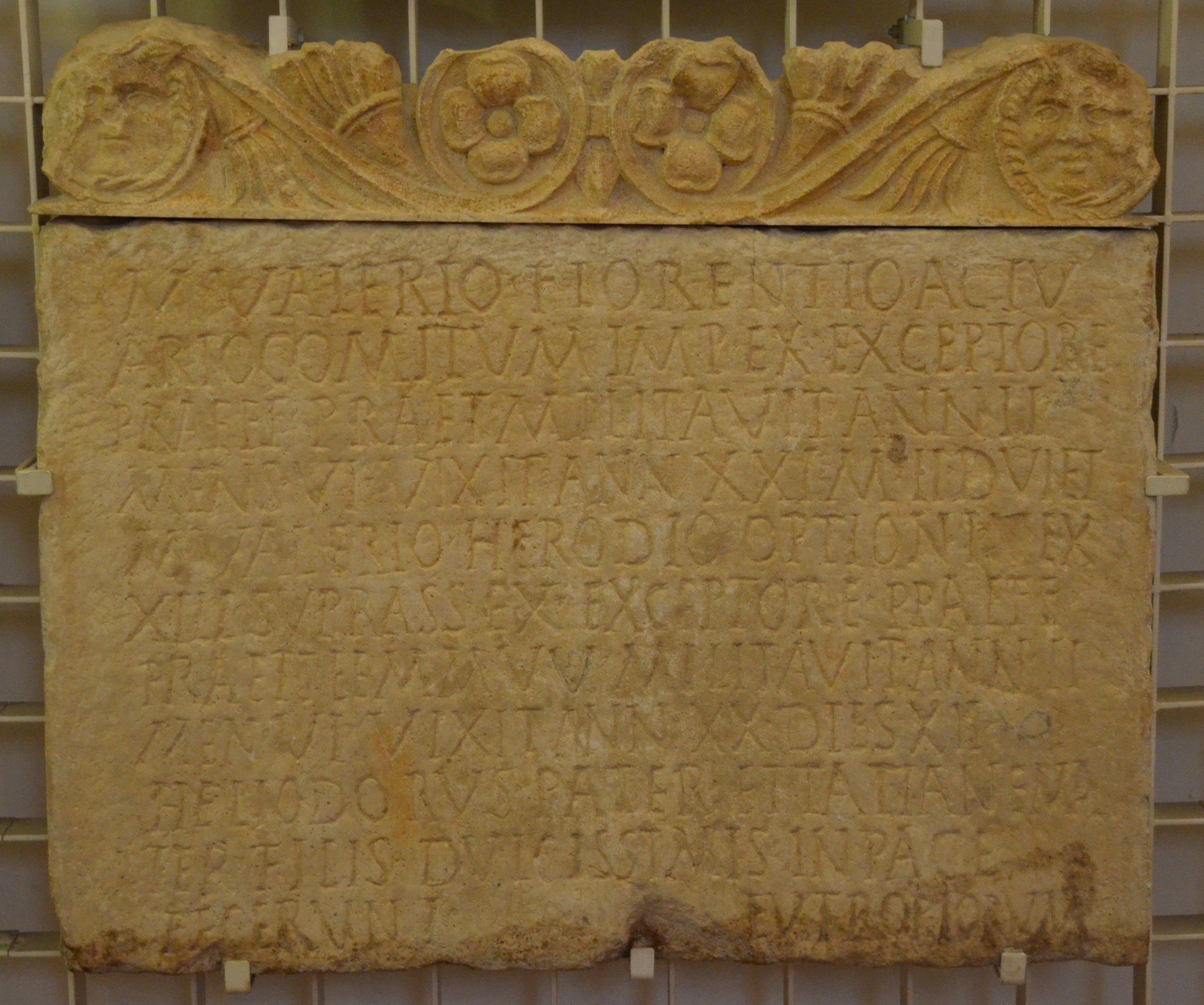
Esempio di CIL databile all'11 d.C., dedicata a Marco Valerio Florenzio e Marco Valerio Erodio, entrambi appartenenti alla gens Valeria

Tra i Valerii più noti ricordiamo:

### Valerii Poplicolae
- Publio Valerio Publicola: console nel 509, 508, 506 e 504 a.C. †; 503 a.C.;
- Publio Valerio P. f. Publicola: console nel 475 a.C., 460 a.C.;
- L. Valerio Publicola: tribuno consolare nel 388 a.C.;
- M. Valerio L. f. Poplicola: console nel 355 a.C., e nel 353 a.C., combatte contro Tibur (Tivoli) e i Volsci;
- P. Valerio P. f. Poplicola: console nel 352 a.C.;
- Valerio Publicola: senatore del IV secolo, padre di Santa Melania la Giovane.

### Valerii Potiti
- Lucio Valerio M. f. Potito (Publicola): console 483 a.C., 470 a.C., avversario di Spurio Cassio;
- Lucio Valerio Potito Poplicola: console nel 449 a.C., promuove le Leges Valeriae Horatiae , combatte contro Equi e Volsci;
- C. Valerio Potito: tribuno consolare nel 415 a.C.; combatte contro i Volsci.
- L. Valerio Potito: tribuno consolare nel 414 a.C.;
- C. Valerio L. f. Potito Voluso: console nel 410 a.C.;
- L. Valerio Potito: tribuno militare con podestà consolare, nel 406 a.C. è sconfitto dai Volsci;
- L. Valerio L. f. Potito: console 393 a.C., sconfigge gli Equi nella battaglia del monte Algido; console di nuovo nel 390 a.C.;
- Publio Valerio Potito Publicola: tribuno consolare con Marco Furio Camillo nel 386 a.C., portò guerra ad Anzio, nel 377 a.C. sconfisse i Latini a Satrico;
- C. Valerio L. f. Potito Flacco: console nel 331 a.C.;
- L. Valerio Potito: inviato nel 282 a.C. ambasciatore a Taranto, viene dapprima maltrattato e poi ucciso.

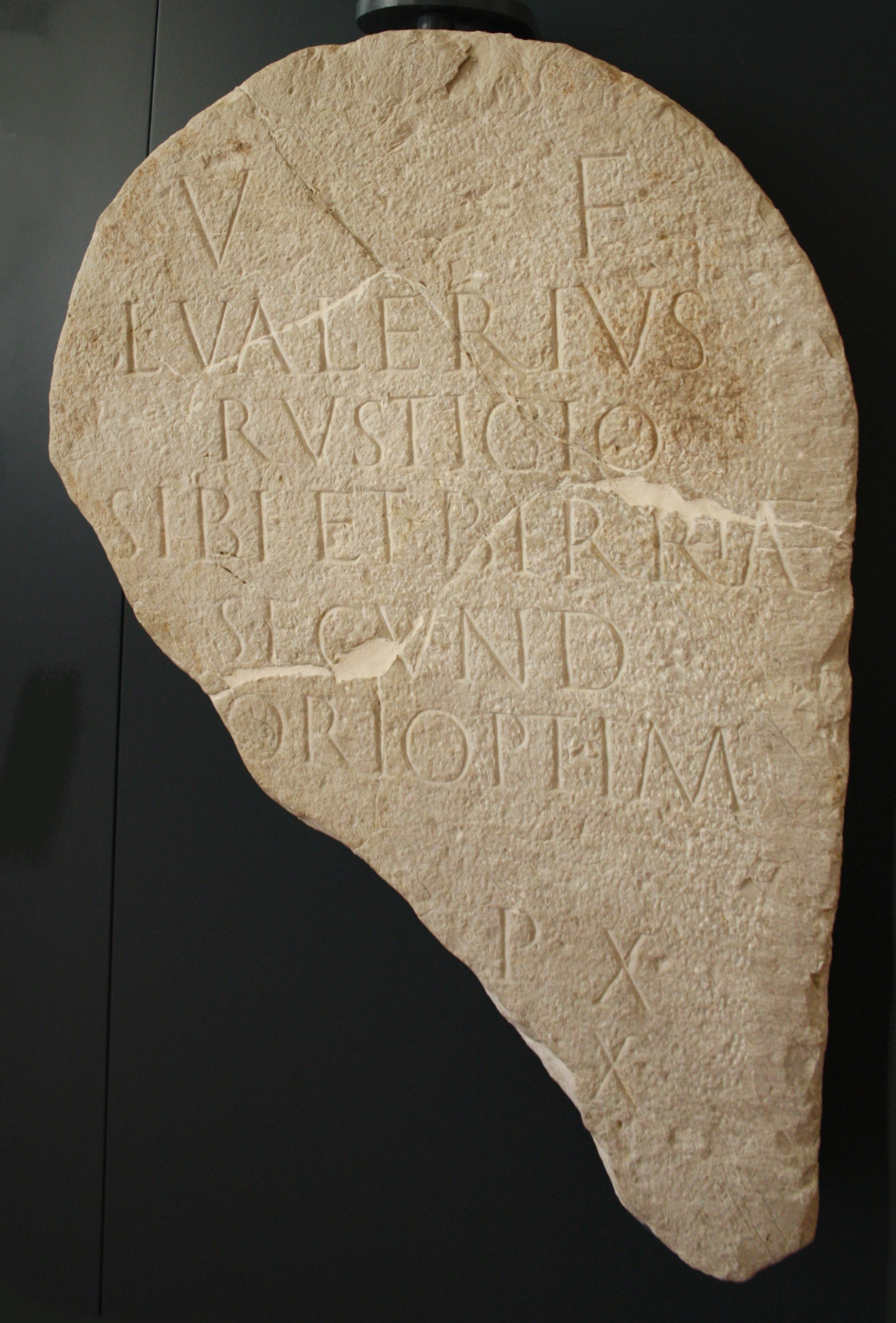
Cippo per Lucio Valerio Rusticio, databile al I sec. d.C.

### Valerii Messallae
- Manio Valerio Massimo Messalla: comandante della flotta in Sicilia nel 210 a.C. durante la II guerra punica, in tale occasione, la conquista di Messina causò l'aggiunta del nome Messana, poi divenuto Messalla[senza fonte];
- Lucio Valerio Messalla: pretore nel 193 a.C.;
- Marco Valerio M. f. Messalla: console nel 188 a.C.;
- M. Valerio Messalla: console nel 166 a.C.;
- Marco Valerio Messalla Niger: console nel 61 a.C.
- Marco Valerio Messalla Rufo: console nel 53 a.C.;
- Marco Valerio Messalla: console suffetto nel 32 a.C.;
- Marco Valerio Messalla Corvino: console nel 31 a.C.;
- Marco Valerio Messala Barbato: marito di Domizia Lepida e padre di Messalina;
- Marco Valerio Messalla Messallino: console 3 a.C.;
- Lucio Valerio Messalla Voleso: possibile console 5 d. C.;
- Marco Valerio Messalla Messallino: console nel 20 d.C., durante il regno di Tiberio;
- Marco Valerio Messalla Barbato: console 20;
- Marco Valerio Messalla Corvino: console 58;
- Lucio Valerio Messalla Trasea Prisco: console 196;
- Lucio Valerio Messalla Apollinare: console 214.

### Valerii Flacci
- Lucio Valerio Flacco: magister equitum del dittatore Marco Emilio Papo (321 a.C.);
- Lucio Valerio Flacco: console nel 261 a.C.;
- Publio Valerio L. f. Flacco: console nel 227 a.C.
- Publio Valerio Flacco: ambasciatore presso Annibale a Sagunto nel 219 a.C., comanda la flotta sulle coste calabre nel 215 a.C.;
- Lucio Valerio Flacco: console nel 195 a.C., assieme a Catone il Censore, sconfigge i Galli Boi e gli Insubri presso Mediolanum; nel 191 a.C., agli ordini di Acilio Glabrione sconfigge alle Termopili Antioco III di Siria; †; 180 a.C.;
- Lucio Valerio Flacco: triumvir nel 190 a.C.;
- Gaio Valerio P. f. Flacco: fratello del precedente, viene nominato contro la sua volontà Flamen Dialis, nel 199 a.C. è edile curule. Il fratello giura al posto suo dato che al Flamen Dialis il giuramento era vietato. Nel 183 a.C. è pretore;
- Lucio Valerio Flacco: console nel 152 a.C.;
- Lucio Valerio Flacco: console nel 131 a.C.;
- Gaio Valerio Flacco: console nel 93 a.C.;
- Lucio Valerio Flacco: console suffetto nell'86 a.C. al posto di Gaio Mario;
- Lucio Valerio Flacco: tribuno militare nella II guerra piratica in Cilicia ca. 80 a.C.;
- Lucio Valerio Flacco: diverse persone notevoli;
- Lucio Valerio Flacco: pretore nel 63 a.C., propretore in Asia l'anno seguente;
- Lucio Valerio Flacco: figlio del precedente, portato in tribunale da Cicerone per difendere il padre;
- Lucio Valerio Flacco: flamine marziale, amico di Cicerone;
- Gaio Valerio Flacco: poeta del I secolo, autore degli Argonautica, dedicati all'imperatore Vespasiano.

### Valerii Maximi
- Manio Valerio Massimo: dittatore nel 494 a.C.;
- Marco Valerio M'. f. Massimo Lettuca: console nel 456 a.C.
- Marco Valerio M. f. Massimo Corvino: console 312 a.C. combatte i Sanniti, nel 309 a.C., come legato, combatte nuovamente contro i Sanniti ed è console per la seconda volta nel 289 a.C.;
- Marco Valerio Massimo Potito: console nel 286 a.C.;
- Manio Valerio Massimo Corvino Messalla: console nel 263 a.C., durante la I guerra punica sconfigge Gerone e i Cartaginesi.;
- Marco Valerio M. f. Massimo Messala: console nel 226 a.C.;
- Valerio Massimo: storico del I secolo d.C.: l'autore di Factorum et dictorum memorabilium libri IX;
- Lucio Valerio Massimo: console nel 233;
- Valerio Massimo: console nel 253;
- Lucio Valerio Massimo: console nel 256;
- Valerio Messalla Avieno: prefetto del pretorio d'Italia (399-400).

### Valerii Faltones
- Quinto Valerio Q. f. Faltone: comandò la flotta in qualità di pretore nel 241 a.C. nella Battaglia delle Egadi, console nel 239 a.C.;
- Pub. Valerio Q. f. Faltone: console nel 238 a.C..

### Valerii Levini
- Publio Valerio Levino: console nel 281 a.C., sconfitto da Pirro ad Eraclea;
- Marco Valerio P. f. Levino: console nel 221 a.C., pretore e propretore in Grecia negli anni 214 a.C. - 211 a.C., nuovamente console nel 210 a.C., proconsole e comandante della flotta in Sicilia fino al 207 a.C., propretore e comandante di una flotta nel 201 a.C.;
- Caio Valerio M. f. Levino: console suffetto nel 176 a.C..

### Valerii Triarii
- Gaio Valerio Triario: legato di Lucullo nella III guerra Mitridatica,[2] partecipe del trionfo navale della Battaglia di Tenedo del 72 a.C.;
- Lucio Valerio Triario: pretore nel 78 a.C., propretore in Sardegna nel 77 a.C.;[3]
- Gaio Valerio Triario: comandante navale pompeiano durante la guerra civile, morto in battaglia a Farsalo nel 48 a.C., interlocutore del I libro del De finibus bonorum et malorum di Cicerone;[4][5][6][7]
- Publio Valerio Triario: fratello del precedente, oratore che nel 54 a.C. e nel 53 a.C., da giovane, accusò Marco Emilio Scauro.[8][9]

### Altri Valerii
- Marco Valerio Voluso: fratello di Publio Valerio Publicola, console nel 505 a.C., nel 496 a.C., fu uno dei comandanti romani nella Battaglia del Lago Regillo;
- Publio Valerio P. f.: figlio di Publio Valerio Publicola;
- Marco Valerio P. f.: figlio di Publio Valerio Publicola;
- M. Valerio M. f. Corvo: console 6 volte nel IV secolo a.C., chiamato "Corvino" dai soldati;
- Tito Valerio: tribuno consolare nel 385 a.C., 382 a.C.;
- Lucio Valerio: tribuno consolare nel 379 a.C.;
- Publio Valerio: tribuno consolare nel 379 a.C., 376 a.C.;
- Gaio Valerio: tribuno consolare nel 374 a.C.;
- Lucio Valerio Anziate: comandante di una flottiglia nel 215 a.C.;
- Lucio Valerio Tappone: pretore in Sicilia nel 192 a.C., comandante della flotta in Sicilia nel 191 a.C.;
- Valerio Edituo: poeta ca. anni 100 a.C.;
- Valerio Anziate: annalista nel I secolo a.C.;
- Quinto Valerio Sorano: tribuno della plebe 82 a.C.;
- Publio Valerio: pretore nel 73 a.C., fu mandato insieme Publio Varinio contro Spartaco;[10]

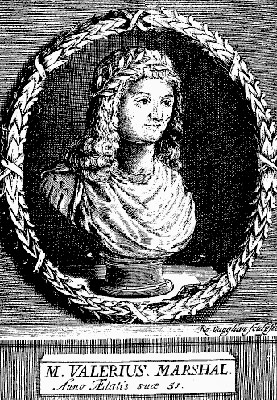
Ritratto di Marco Valerio Marziale

- Ritratto di Marco Valerio MarzialeQuinto Valerio Orca: pretore nel 57 a.C., legato di Cesare in Sardegna durante la guerra civile;
- Publio Valerio Catone: erudito, poeta I secolo a.C.;
- Valeria Messalina: terza moglie dell'imperatore Claudio;
- Valerio Mariano: senatore romano sotto Vespasiano (da Plinio il Vecchio);
- Decimo Valerio Asiatico: console nel 35 e nel 46;
- Marco Valerio Marziale: poeta I secolo;
- Valerio Paolino: nato a Forum Iulius (Fréjus) procuratore della Narbonese nel 69, destinatario di lettere di Plinio il Giovane, amico di Vespasiano;
- Gaio Valerio Catullo: poeta romano del I secolo a.C.;
- Gaio Calpetano Rancio Quirinale Valerio Festo: console suffetto 71;
- Lucio Valerio Liciniano: avvocato del I secolo d.C.;
- Valerio Probo: grammatico del I secolo d.C.;
- M. Valerio Bradua Maurico: console nel 191;
- P. Valerio Comazone Eutichiano: console nel 220;
- M. Valerio Romolo: console nel 309;
- Giulio Valerio Alessandro Polemio: erudito del IV secolo.

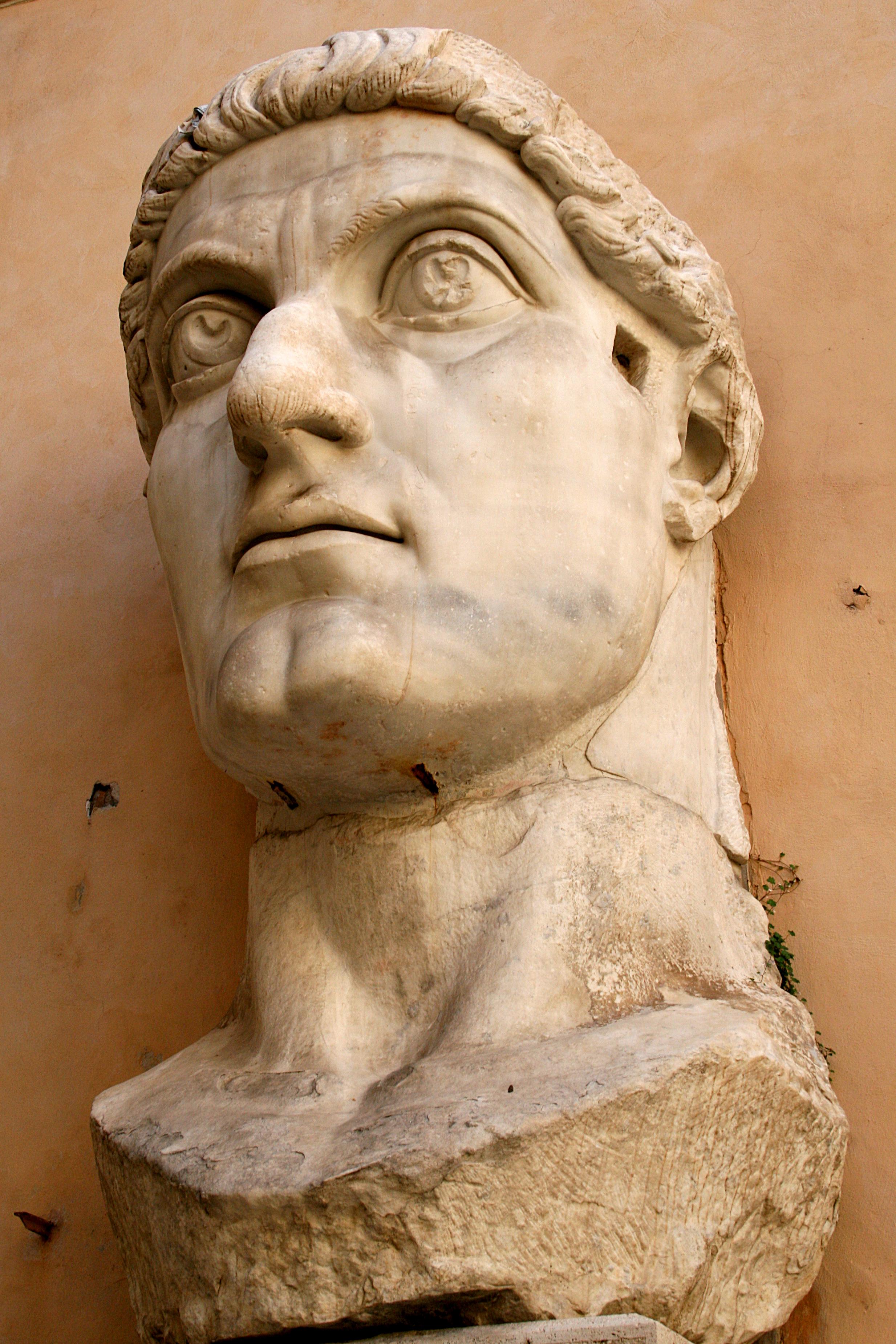
Forse il più grande esponente della gens Valeria: l'imperatore Costantino (qui rappresentato con un busto al Palazzo dei Conservatori)

## Imperatori romani
- Imp. Cesare M. Aurelio Valerio Claudio Augusto (Claudio II), imperatore dal 268 al 270
- Imp.Cesare C. Aurelio Valerio Diocleziano Augusto (Diocleziano), imperatore 284 - 305
- Imp. Cesare M. Aurelio Valerio Massimiano Augusto (Massimiano), imperatore 286 - 305
- Imp. C.Galerio Valerio Massimiano Cesare (Galerio), imperatore 305 - 311 assieme a Costanzo Cloro e a Costantino
- Imp. Flavio Valerio Constantino Cesare (Costanzo Cloro), imperatore 305-306
- Imp. Flavio Valerio Severo, imperatore per pochissimo tempo nel 306
- Imp. Marco Aurelio Valerio Massenzio (Massenzio), imperatore 306 - 312
- Flavio Giulio Valerio Crispo (Crispo), Cesare e console nel 318, 321, 324
- Imp. Cesare Galerio Valerio Massimino Augusto (Massimino Daia), imperatore 308 - 313
- Flavio Galerio Valerio Liciniano Licinio (Licinio), imperatore 308 - 324
- Imp. Cesare Flavio Valerio Constantino Augusto (Costantino I), imperatore 306 - 337
- Imp. Giulio Valerio Maggioriano (Maggioriano), imperatore 457 - 461